# Metelen
Metelen är en kommun och ort i Kreis Steinfurt i Regierungsbezirk Münster i förbundslandet Nordrhein-Westfalen i Tyskland. 